# آل الدوابحة (مودية)

تعديل مصدري - تعديل

آل الدوابحة هي إحدى قرى عزلة مودية بمديرية مودية التابعة لمحافظة أبين، بلغ تعداد سكانها 104 نسمة حسب تعداد اليمن لعام 2004.